# Madonna z Dzieciątkiem (obraz Tycjana z 1511)
Madonna z Dzieciątkiem – obraz renesansowego włoskiego malarza Tycjana.
Jeden z pierwszych obrazów Tycjana, podejmujący temat Madonny. Postać, ubrana tradycyjnie w czerwoną suknie i niebieska tunikę trzyma na rękach małego Jezusa. W tle, po prawej stronie widoczny jest krajobraz, jasno rozświetlony porannym światłem. W sposobie przedstawienia krajobrazu i jego detali widoczny jest wpływ malarstwa Giorgione. Z lewej strony, w niesymetryczny sposób Tycjan umieścił zieloną kotarę. Brak centralizacji portretowanych jest nowością wprowadzoną przez młodego malarza. Również sposób przedstawienia duchowości obrazu poprzez pełnego miłości spojrzenia matki na dziecko, stanowi późniejszy znak rozpoznawczy Tycjana.